# Basshunter
Jonas Erik Altberg, känd under artistnamnet Basshunter, född 22 december 1984 i Halmstad, är en svensk sångare, musikproducent och DJ. Han producerade förut eurodance med musikprogrammet FL Studio i sin hemmastudio. I dag producerar Basshunter sin musik i musikprogrammen FL Studio och Logic Pro.

## Biografi

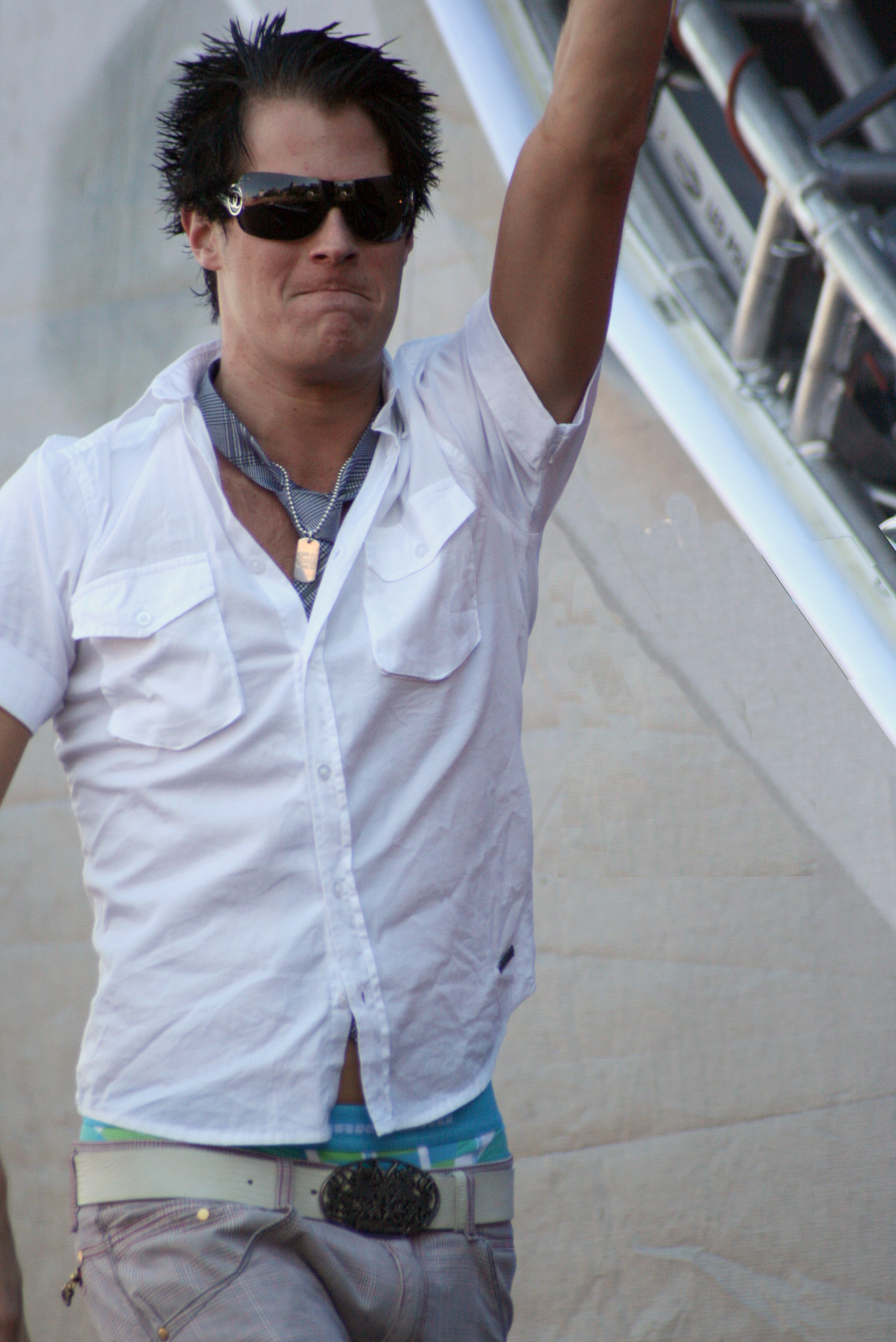
Basshunter på en konsert i Szczecin (2007)

Jonas Altberg växte upp i Halmstad hos sina föräldrar och med en yngre bror. I åttaårsåldern upptäcktes det att han hade tics och ryckningar som han inte kunde kontrollera. Det visade sig att han led av den neuropsykiatriska funktionsnedsättningen Tourettes syndrom. Syndromet ledde till att han blev retad i skolan och att han fick dåligt självförtroende. Vändningen kom då han i gymnasiet bestämde sig för att inte dölja något utan se funktionshindret som en utmaning istället för ett hinder.
Musikproducerandet började som en hobby[källa behövs] 2001. Basshunters första musikalbum, The Bassmachine, släpptes 2004. Hans genombrott kom 2006 då den svenskspråkiga låten "Boten Anna" spreds via Internet. Under 2006 skrev han avtal med Extensive Music för management vilket senare blev ett skivkontrakt med Extensive Music och Warner Music Sweden.  Jonas TV-debut skedde på Sommarkrysset i TV4 den 8 juli 2006. Det spelades in en musikvideo till "Boten Anna", som också släpptes som singel, först i Sverige, sedan i flera andra europeiska länder, och hamnade på första plats på singelförsäljningslistan i flera länder, bland annat Nederländerna. Singelframgångarna ledde till inspelning av ett andra album, LOL <(^^,)>, som gavs ut den 30 augusti 2006. I augusti samma år blev det klart att en remix av Basshunters äldre låt "Vi sitter i Ventrilo och spelar DotA" skulle bli Basshunters andra singel från albumet.[källa behövs]
2008 släpptes en engelskspråkig version av "Boten Anna" med titeln "Now You're Gone", som nådde första platsen på Storbritanniens lista. Det var egentligen inte Basshunter som hade gjort låten själv, utan "Jason och Bassheadz" i Holland som gjorde remixen på "Boten Anna". I stället för att stämma dem nådde Basshunter en uppgörelse med dem och fick spela in en snarlik version av deras låt. Den versionen av låten toppade listorna i England och resten av Europa. Med fem veckor i topp ligger låten på delad andra plats bland svenska långkörare på Storbritanniens lista, endast slagen av Abba:s Dancing Queen som toppade listan sex veckor. 2009 släppte han ett nytt album med namnet Bass Generation helt på engelska. En av låtarna på albumet låten "I Promised Myself" är en cover på Nick Kamens låt med samma namn från 1990.[källa behövs]
Han släppte den 16 maj 2010 en ny singel vid namn "Saturday", i Storbritannien. I april 2011 gick Basshunter in i Big Brother 2011-huset i Sverige och spelade in låten "Fest i hela huset" tillsammans med deltagarna. Låten gick senare upp som nummer ett på iTunes-listan över mest nedladdade låtar.[källa behövs] I en tv-intervju i juli 2012 framgick det att Basshunter bor i Spanien och Dubai samt att ett kommande album med en del svenska låtar är under produktion sedan två år tillbaka. 2013 släpptes albumet Calling Time samt låten "Elinor".. 2015 var Basshunter med och producerade Mange Makers singel "Mange kommer hem till dig".
19 oktober 2018 släpptes singeln "Masterpiece". Singeln "Home" utgavs 27 september 2019. 29 maj 2020 släpptes singeln "Angels Ain't Listening".
23 juni 2023 släpptes singeln "Ingen kan slå (Boten Anna)" med Victor Leksell.

## Privatliv
19 januari 2017 gifte han sig med Tina Makhia Khayatsadeh som han separerade från 2018.

## Diskografi
Huvudartikel: Basshunters diskografi
Studioalbum
- The Bassmachine (2004)
- LOL <(^^,)> (2006)
- Now You're Gone – The Album (2008)
- Bass Generation (2009)
- Calling Time (2013)

## Priser och nomineringar
| År   | Pris                            | Kategori                                      | Resultat  |
| ---- | ------------------------------- | --------------------------------------------- | --------- |
| 2006 | Grammis                         | Årets bästa ringsignal ("Boten Anna")         | Vann      |
| 2006 | Rockbjörnen                     | Årets svenska låt ("Boten Anna")              | Nominerad |
| 2006 | Rockbjörnen                     | Årets svenska nykomling                       | Nominerad |
| 2006 | Eurodanceweb Award              | "Boten Anna"                                  | Vann      |
| 2007 | NRJ Radio Award                 |                                               | Vann      |
| 2008 | European Border Breakers Award  | LOL <(^^,)>                                   | Vann      |
| 2008 | Eska Music Award                | Radioaktywny hit roku Era ("Now You're Gone") | Vann      |
| 2008 | BT Digital Music Award          | Best Electronic Artist or DJ                  | Nominerad |
| 2008 | BT Digital Music Award          | Breakthrough Artist of the Year               | Nominerad |
| 2008 | MTV Europe Music Award          | Best New Act                                  | Nominerad |
| 2008 | MTV Europe Music Award          | Most Addictive Track ("Now You're Gone")      | Nominerad |
| 2008 | Musikförläggarnas pris          | Årets internationella framgång (Basshunter)   | Nominerad |
| 2008 | The Record of the Year          | "Now You're Gone"                             | Nominerad |
| 2008 | World Music Award               | World's Best Selling Swedish Artist           | Vann      |
| 2010 | International Dance Music Award | Best HiNRG/Euro Track ("Every Morning")       | Nominerad |